# Александър Брюлов
 Тази статия е за художника Александър Брюлов.  За други личности със същата фамилия вижте Брюлов.  
Александър Павлович Брюлов (на руски: Алекса̀ндр Па̀влович Брюлло̀в) е руски архитект и художник от 19 век, представител на късния класицизъм. Той е професор по архитектура в Императорската художествена академия на Санкт Петербург, по-голям брат на известния художник Карл Брюлов, по-малък на художника Фьодор Брюлов и баща на архитекта и художник Павел Брюлов. Архитектурата на създадените от него сгради представлява сплав от художествените концепции на класицизма, в традициите на който е възпитан, и настъпващите идеи на романтизма.

## Произход и детство
Александър Брюлов е роден на 10 декември 1798 година в Санкт Петербург. Произхожда от потомствено художническо семейство, а баща му Пол (Павел) Брюло е скулптор-орнаменталист, майстор на декоративната дърворезба, академик и педагог. Предците на семейство Брюло са французи, принудени да напуснат родината си след отмяната на Нантския едикт през 1685 година и да се заселят в Германия. Георг Брюло, прадядо на Александър и Карл, пристига в Русия през 1733 година и започва работа като моделиер в порцелановата фабрика на Петербург.
Семейството на Павел Брюло и втората му жена Мария е голямо, те имат 7 деца – петима синове и две дъщери. От първата си жена бащата има само един син, Фьодор, който е с 6 години по-голям от Александър. Всички децата в семейството са възпитавани на вътрешна дисциплина, уважение към труда и упорство в достигане на набелязаните цели. Самите родители винаги са представлявали за тях нравствен пример. Бащата изиграва огромна роля в развитието на Александър и Карл в детските им години, като става първият техен учител.

## Императорска художествена академия
През 1810 година Александър постъпва в Императорската художествена академия в Петербург, където година преди това е записан и брат му Карл. И двамата са приети без конкурс, като синове на бивш преподавател и академик. Бащата плаща образованието на Александър, а Карл е приет на държавна издръжка. Художествената подготовка, получена вкъщи и необикновеното им трудолюбие позволяват на братята да станат едни от най-добрите ученици в академията. Освен специалните предмети там се изучават руски, немски и френски език, история, география, физика и математика. Завършвайки успешно първата степен на академичното образование, Александър преминава в специалния клас по архитектура. В началото на 19 век архитектурният клас в академията се води от майсторите на класицизма Андреян Захаров и Андрей Воронихин. След тяхната смърт часовете по архитектурна композиция се водят от Андрей Михайлов. Тук Александър учи в продължение на 10 години и става архитект, а Карл избира да бъде исторически живописец.
През 1816 и 1819 година Александър получава сребърни медали за рисунка от натура и два за архитектурна композиция. Завършва академията на 31 януари 1820 година с атестат Първа степен, званието художник 14-и клас и като награда получава шпага. Малко по-късно брат му Карл също завършва академията, получавайки Голям златен медал. Силната връзка между двамата братя продължава през целия им живот. Карл многократно рисува по-големия си брат, а на Александър се пада тъжната задача да направи паметник на гроба на Карл.
През 1821 Александър, със съдействието на преподавателя се Андрей Михайлов, постъпва на работа в Комисията по строежа на Исакиевския събор. Длъжността, на която е назначен е „помощник по полагане на основите“ и тя не му пречи да се занимава през свободното си време с графика, по която се увлича по това време. Там работи малко повече от година. По същото време взема участие в работата над едно от най-добрите литографски издания на Императорското дружество за поощряване на изкуствата, където са публикувани три листа с негови рисунки – „Сенният площад“, „Разходка по островите“ и „Адмиралтейството“. Показателен е интересът му към литографията, която е още нова печатна техника за Русия.

## Италия
През 1822 година братята заминават за 4 години на практика в Европа, за сметка на Императорското дружество за поощряване на изкуствата. Във връзка с това пътуване към досегашната им фамилия Брюло е добавено руско окончание и така братята остават известни в историята на изкуствата като Брюлови. Пътят на Александър преминава през Рига, Мемел (сега Клайпеда), Кьонигсберг, Берлин, Дрезден, Мюнхен, а от там във Венеция, Падуа, Верона, Мантуа, Болоня и накрая – Рим.
Александър има поръчение да се запознае с класическата архитектура и основно да изучи техниката на литография при известния парижки майстор Енгелман. В началото се установява в Мюнхен, но след година се мести в Рим, където остава почти година.
Александър живо се интересува от древните развалини и много пътува из Италия. Той открива за себе си архитектурата на древния град и много рисува. Изпраща картините си в Петербург до Императорското дружество за поощряване на изкуствата. За таланта му на художник-акварелист свидетелстват рисунките на древни паметници на италианската архитектура, които прави в изпълнение на главната си задача, с която е изпратен – събиране на материали по история на изкуството. Това са картини от Соренто, Неапол, Сиракуза, Сицилия, както и много рисунки на хора – босоного италианско момче на брега на морето, каруцар с магаре, молеща се италианка, дебел абат и крехко кюре и много други. Художникът не рисува обикновен стафаж, оживяващ картините, а създава характери – понякога лирични, друг път с оттенък на хумор или даже гротескни.
Годините между 1820 и 1830 за Брюлов са характерни с интензивна работа върху акварелни рисунки и романтични пейзажи. През май 1824 година изкачва Везувий и посвещава на това пътуване серия акварели. Увековечава най-значителните и увлекателни моменти в три акварела, които сега се съхраняват в Руския музей.
В края на 1824 година Брюлов се установява в Неапол, където има доста чужденци и особено руснаци. Много от тях му поръчват портрети, които художникът изпълнява почти на шега. Тогава започва времето на неговата „терасна живопис“. Той рисува сложни композиции, в които моделите са изобразени в цял ръст, с многобройни аксесоари. Такива са портретът на княгиня Наталия Голицина, на графиня Екатерина Воронцова, на графините Тизенхаузен и Фикелмон и други. На пръв поглед акварелите могат да се възприемат като еднообразни – моделът стои или седи на открита тераса, от която се открива гледка към Неаполитанския залив и димящия в далечината Везувий. Този факт се дължи на желанията на поръчващите, които искат да бъдат увековечени на фона на паметни за тях места, а не на липсата на фантазия у Брюлов. Той нито един път не повтаря фона, като избира различни ракурси и представя залива и вулкана, погледнати от различни точки.
Най-голямото количество рисунки в периода 1820 – 1830 година са акварелните портрети. През 1825 година пише на родителите си, че вече 6 месеца не може да отпътува от Неапол, заради многото поръчки за портрети, които е получил. Слуховете за талантливия художник стигат даже до краля на Неапол, който също пожелава да му бъде нарисуван портрет, както и на цялото му семейство. Брюлов рисува три – на краля, на кралицата с принцесите и на най-голямата им дъщеря. Поръчват му да направи от тях и литографии и заплащат труда му много добре.
Благодарение на добрите портрети, кралят разрешава на Брюлов да се заеме с реставрации в Помпей. Той заминава за града и прекарва там две години. Ангажира се с реставрацията на градските терми, пострадали от изригването на вулкана Везувий през 79 година. През 1824 година в Париж е издаден негов албум с рисунки и текст на тема „Помпейски терми“. За работата си като архитект в Помпей, получава действително членство в Кралския архитектурен институт в Англия, става член-кореспондент на Парижката художествена академия и Художествената академия в Милано. По-късно тези звания помагат за назначаването му като „архитект към двора на негово императорско величие“ в Петербург.
Да се установи колко портрета е нарисувал в този период е невъзможно, но сред най-известните са такива шедьоври като портрета на руския генерал-адютант Василий Перовски в цял ръст на фона на романтичен южен пейзаж, рисуван в Соренто. Портретът получава поощрение на изложбата на Дружеството на художниците (1824). В различни музеи се намират портретът на Е. П. Полторацки (1827), на семейството на руския художник и архитект Григорий Гагарин (1827), на първия губернатор на Гърция по време на преходния период Йоанис Каподистриас (1820), на Е.И. Загряжки (1820), както и собственият му автопортрет от 1830 година.
В този, сравнително ранен период от своята кариера, Брюлов ползва акварелната техника на старите майстори, т.е. рисува със „сух маниер“, ефектът от който наподобява многослойната живопис с къси мазки. Това му позволява да получи дълбочина и яркост на цвета. Под влияние на брат си Карл и живописеца-акварелист Пьотър Соколов, той не използва такива ценни качества на акварела, водещи до лекота и прозрачност на картините.

## Франция
В края на август 1826 година Брюлов заминава за Франция. В Париж изучава техника на литографията при Енгелман, посещава курсове по механика в Сорбоната и лекции по история на архитектурата в Кралското училище по изкуства. Запознава се и с новите технологии за строителство на театрални сгради. Всичко това му отнема много време и не му позволява да се занимава активно с живопис.
За периода 1826 – 1829 година са известни много малко негови акварелни портрети. Обръща се повече към бързата рисунка с молив, към която по-късно рядко прибягва. Но всеки негов графичен портрет представлява шедьовър. На една вечеря през 1826 година рисува шотландския писател Уолтър Скот, без моделът да подозира. По-късно Ана Скот, дъщерята на писателя, високо оценява този портрет.
От Франция заминава за Англия и Швейцария, докато накрая се връща в Русия.

## Русия
През есента на 1829 година 31-годишният Александър се завръща в Русия. Тук получава званието придворен архитект, което му открива широко поле за дейност. Получава поръчки както от императорския двор, така и от частни лица.
Веднага след завръщането си става преподавател по архитектура в Императорската художествена академия със звание професор втора степен. Славата му на портретист го преследва и тук и той изпълнява много поръчки, създавайки прекрасни акварелни портрети.

### Живопис
От 1830 година започва разцветът на архитектурното му творчество и Брюлов успява да осъществи най-добрите си проекти. Едновременно с това продължава да работи и като художник. Създава акварелни портрети на държавника Михаил Сперански (1833), забележителния портрет на Наталия Пушкина (1831 – 1832), съпругата на Пушкин. Това е единственият неин портрет, създаден докато поетът все още е жив.
През този период акварелната техника на Брюлов претърпява значителни промени. Той се отказва от наслояването на акварела, а четката му става по-лека и свободна. Рисува на жълтеникава хартия, използвайки топлия ѝ тон като основа за лицата и ръцете в портретите. Не изоставя и рисуването с молив и създава графики, които носят съвсем самостоятелен характер – портрет на М. А. Власов, „Неизвестен с чин прапоршчик“, „Неизвестен с Георгиевска лента“.
През 1830-те години Брюлов създава няколко рисунки, оригинали за винетки на книжни издания. Това са първа и втора част на съчиненията на руския поет Константин Батюшков и особено широко известната сцена „Обяд у книгоиздателя Александър Смирдин“, изпълнена от натура, литографирана от Степан Галактионов, и поместена в качеството си на винетка на титулната страница на алманаха „Новоселье“ (1833).
През този период рисува главно портрети в по-малък формат, в сравнение с италианските му работи. Променя се и колоритното им решение. Произведенията му от това време могат да бъдат разделени на два периода. Първият е по-декоративен и театрален, композицията се състои от две до три фигури, изпълнени в студени тонове и множество прилежно изрисувани детайли. Като правило портретите са особено изискани и блестящи и се отличават с характерен перлен колорит. От този период са портретите на княгиня Мария Николаевна и великия княз Александър Николаевич, на княгините Мария и Олга в маскарадни костюми, с преобладаващи студени и розови тонове.
Колоритът при втория период се характеризира с топли, дори „горещи“ тонове. Тази серия портрети са по-графични, с интензивни, наситени цветове, по-живописни, а композицията е по-опростена. Такива са портретите на Е.П. Полторацки, на княгиня С.А. Лвова, на президента на академията A.H. Оленин (1831), „Неизвестен със сламена шапка“, „Неизвестен от семейство Рал“ и други.
Сред портретите на известни литератори, много изразителен е този на Пушкин, с когото Брюлов добре се познава. През 1833 година рисува и илюстрациите към поемата му „Къща в Коломна“, а след смъртта на поета – и серията илюстрации към „Каменният гост“.
През 1840-те и началото на 1850-те години Брюлов продължава да работи като художник и график. Известни са около 150 портрета, изпълнени с акварели, рисунки и литографии. В последните три десетилетия интензивността на творчеството му като художник забележително спада, тъй като Брюлов дава превес на архитектурата и преподавателската си дейност.

### Архитектура до 1835
Професорът по архитектура Александър Брюлов е известен преди всичко като автор на много проекти за сгради в Петербург и околностите му, един от главните архитекти на реконструкцията на Зимния дворец след пожара от 1837 година.
Първата му самостоятелна работа е проект на църква в Шуваловския парк на Парголово. В този случай той не се отклонява от господстващата тогава в Петербург мода на готическия стил. Въпреки готическите си форми като островърхи арки, витражи и контрафорси, архитектурата на Парголовската църква е близка до руския класицизъм, като обединява простотата на композицията с изразителността на повърхността на стените и сдържаността по отношение на използването на скулптурна украса.
Първите постройки на Брюлов в околностите на Петербург, поръчани му от частни лица, му създават репутация на талантлив и образован архитект. Правителството го забелязва и по негова поръчка той проектира и ръководи изграждането на Михайловския театър (сега Малий театър за опера и балет „Модест Мусоргски“), което продължава до 1833 година.
Видът на театъра укрепва още повече известността му и той е привлечен на работа в Кронщат. През същата 1833 година са представени три проекта за сграда за органите на гражданските ведомства. Нито един от тях не задоволява Николай I и той поръчва проектът да се възложи на Брюлов. В окончателния вариант височината на сградата е намалена, а архитектурата ѝ се отличава с краен лаконизъм, типичен за правителствените сгради от късния класицизъм. Централната част е подчертана от големи отвори с пиластри на втория етаж, завършващи с фронтон. След това Николай I му поръчва да възстанови личните му покои, както и тези на императорското семейство. Поръчва му и проект за нова зала в памет на Александър I.
Използвайки в своите произведения готически, ренесансови и класически архитектурни форми, Брюлов, пръв в Русия, утвърждава правото на архитекта да избира свободно историческия стил, който най-много съответства на творческите му замисли.
През 1830 година на академична изложба е представен проектът му за дом на инвалидите на кримското крайбрежие на Черно море, който е изпълнен в изящен, класически стил. В центъра на композицията е разположена църква, повдигната на висока тераса, към която води широка парадна стълба. Сградата на църквата наподобява античен храм в дорийски стил. Комплексът е замислен като цялостен архитектурен ансамбъл, композиционно свързан с брега на морето чрез тераси, стълби и рампи, а видът му е много подходящ за южния ландшафт на Крим. За тази своя работа Брюлов получава званието академик (учен) и подобно на други млади академици получава държавен апартамент в крилото в двора на Академията.
В началото на 1832 година лютеранската община в Петербург поръчва на Брюлов проект за църква на Невския проспект. На мястото съществува малка, стара, порутена сграда, която загрозява улицата. Проектът е готов на следващата година, а строителството завършва през 1838. Църквата, която Брюлов създава, е своеобразен и самобитен обект. Въпреки необичайните за Петербург форми, тя органично се вписва в ансамбъла на сградите по Невския проспект. А самата лютеранска църква „Св. Петър“, близка до класицизма, става архитектурен център на цялостната композиция.
През 1835 година в имението „Графска Славянка“ Брюлов изгражда дървен театър, съобразен със средновековната руска архитектура, която се е превърнала в едно от направленията, възкресено за живот от романтизма.

### Архитектура след 1835
През 1831 година Брюлов се жени за баронеса Александра Александровна Рал и има от нея три дъщери (София, Юлия и Ана) и двама сина (Владимир и Павел). По-късно Павел става известен живописец и значително допринася за развитието на руското изкуство.
През 1834 година от туберкулоза умира Иван, по-младият брат на Александър, а на следващата година – и баща му, както и първородният му син, който умира само на 3 години.
Тези трагични събития съвпадат с усилената работа на Брюлов по един от най-големите му проекти – на Пулковската обсерватория към Руската академията на науките. За мястото ѝ е избрана най-високата точка на Пулковската планина. През декември 1833 година архитектите Александър Брюлов и Константин Тон участват поотделно в конкурс за обсерваторията, а на следващата година е избран вариантът на Брюлов. При главната сграда на обсерваторията се наблюдават елементи, отразяващи преходния характер на архитектурата през 1830-те години. Гръко-дорийският стил на главния вход, лаконичността и строгостта на композицията, доближават архитектурата на сградата към строгия класицизъм. Пулковската обсерватория, завършена през 1839 година, носи световна слава на своя автор.
През декември 1837 година огромен пожар обхваща Зимния дворец, дело на прочутия Бартоломео Франческо Растрели. В продължение на три дни той унищожава всички помещения на двореца. През 1839 година, 15 месеца след пожара, основните възстановителни работи са завършени, като Брюлов е един от тримата главни архитекти, работили по реконструкцията му.
В периода 1837 – 1843 година той създава проекта на най-крупното свое творение – зданието на Щаба на гвардейския корпус на Дворцовия площад, който дотогава заема малка сграда до Главния щаб. Александър застроява източната част на площада, като успява да съвмести индивидуалността и оригиналността на новия проект със съседните стари сгради. Той проявява голям усет към градоустройството и правилно оценява доминиращото значение и високата художествена стойност на главното здание. Затова създава щаба на гвардейския корпус като спокойна, неутрална и лишена от ярки архитектурни акценти сграда.
През 1840-те години Брюлов получава поръчка за реконструкция на Мраморния дворец в Петербург и проект за нов служебен корпус към него. Архитектът използва съществуващи фундамент и стени, които надстроява и реконструира. Строежът започва през 1845 година и завършва през 1850. По-късно, в продължение на годините, Брюлов реставрира двореца още няколко пъти. Преработва служебните помещения, прави пристройка и изпълнява украсата по фасадата на сградата. За добре свършената работа получава званието статски съветник. По-късно, по съветско време, интериорът на двореца е променен и превърнат в музей на Ленин.
През 1842 година проектира и ръководи строежа на Александровската болница за неизлечимо болни пациенти в Петербург. Тя се строи в памет на дъщерята на Николай I, починала от туберкулоза и е предназначена за бедните слоеве от населението. Тук Брюлов отново свободно смесва различни стилови форми. Например при проектиране на църквата към болницата той предвижда бароков купол и готически главен вход. Измисля и нови архитектурни детайли – в пространството между прозорците, вместо традиционните правоъгълни форми, поставя петостенни пиластри, опрени на пилони и разчленяващи визуално стените на първия етаж. При този проект архитектът отделя голямо значение на удобството на бъдещите пациенти. Сградата се строи под личното наблюдение на императора, който често се бърка в строителния процес. По този повод между Брюлов и Николай I възникват разногласия, които по-късно повлияват на кариерата му.
Брюлов взема сериозно участие в строителството и оформлението на петербургските мостове. Участва в създаването и архитектурното оформление на Благовещенския мост, първият постоянен мост над река Нева в Петербург. Той служи като еталон за следващите мостове, изграждани в града. На всяко пано от масивния и едновременно с това ажурен парапет, са изобразени символи на водната стихия – тризъбеца на Нептун, раковини и два хипокампа, митични водни коне.
През 1850 година по негов проект е отлят и изпълнен Паметникът на победата на Куликово поле. Посветен е на Куликовската битка и победата на руските войски под ръководството на Дмитрий Донски над татарите през 1380 година.

## Преподавателска дейност
Заради конфликта с императора, в средата на 1850-те, Брюлов е принуден да се оттегли от активна строителна дейност и се съсредоточва в преподавателската си работа в Художествената академия. През 1842 година получава званието професор първа степен, а през 1854 – заслужил професор. Като педагог и ерудит, Брюллов се ползва с голям авторитет. Успоредно с преподавателската си дейност той разглежда постъпващите за експертиза научни трудове и инженерно-технически разработки.
През 1871 година академията тържествено отбелязва 50-годишната творческа дейност на Александър Брюлов. В чест на юбиляра в обращение е пуснат медал, от едната страна на който е изобразен той, а на обратната – Пулковската обсерватория. През същата година подава оставка, но продължава да бъде член на Съвета на академията.
През различни етапи от развитието на руската архитектура се променя и оценката за творчеството на Брюлов. През първото десетилетие от дейността си е възторжено приет от съвременниците. Скоро обаче незаслужено е отречен и почти забравен. В началото на 20 век се развива интерес към творците от средата на 19 век и скоро Брюлов получава признание като талантлив и самобитен архитект и художник.
Най-големите колекции от акварели на Александър Брюллова са събрани в Пушкинския музей в Москва, в Третяковската галерия, Всерусийския музей „Пушкин“ в Петербург и град Пушкин, Музея на Тропинин в Москва.
Целият живот на Брюлов е тясно свързан с Петербург и почти всички, построени от него сгради, все още съществуват в града. Съхранен е и домът му на „Кадетска линия“, откъдето роднини, приятели и ученици го изпращат в последния му път.
Александър Брюлов умира на 21 януари 1877 година в имението си в Санкт Петербург. Погребан е в Павловск, където обикновено е прекарвал летните месеци.